# Corres
Corres (en euskera y oficialmente Korres) es un concejo del municipio de Arraya-Maestu, en la provincia de Álava. 

## Historia
Corres tuvo una antigua fortaleza medieval de bastante importancia que guardaba la frontera occidental del Reino de Pamplona, fronteriza con Castilla.
Los castellanos se apoderaron varias veces de ella hasta incorporarla definitivamente a su reino en el siglo XIII. Se hace mención a la localidad de Corres en una cédula firmada por el rey Fernando III el Santo en 1239. En 1256 Alfonso X el Sabio le otorgó a la localidad el título de villa con el mismo fuero que Santa Cruz de Campezo.
La antigua fortaleza, cuyos restos aún subsisten, se halla situada cerca del límite con Antoñana, junto al río Izquiz, sobre una gran roca vertical. En 1312 se la cita en un documento de Fernando el Emplazado, denominándose la Portiella de Corres para distinguirla de Portiella de Ibda, actual Portilla. Perteneció esta villa luego al marquesado de Valmediano, que tenía derecho a nombrar el alcalde mayor. Hubo casos de brujería en el siglo XVII, siendo acusadas varias mujeres del lugar.
La villa se convirtió en municipio y tuvo existencia independiente.
Hacia mediados del siglo XIX, el lugar, por entonces con ayuntamiento propio, tenía contabilizada una población de 88 habitantes. Aparece descrito en el séptimo volumen del Diccionario geográfico-estadístico-histórico de España y sus posesiones de Ultramar de Pascual Madoz con las siguientes palabras:

CORRES: v. con ayunt. en la prov. de Alava (Vitoria 5 leg.), part. jud. de Salvatierra (3 1/2), aud. terr. de Burgos (24), c. g. de las prov. Vascongadas, dióc. de Calahorra (11), herm. de Arraya y la Minoria, vicaria de Campezo: sit. á 1 leg. de Sta. Cruz de Campezo, en terreno muy desigual entre riscos y peñascos sobre la orilla izq. del pequeño r. que baja de los montes de Izqui, entre Marquinez y Apellaniz; su clima templado, y apesar de esto, no dejan de estar algunos hab. atacados de reumatismos y afecciones pulmonares, á causa de ser bastante frecuentes los vientos N., S. y SO.: tiene 39 casas distribuidas en 3 calles regularmente alineadas, la municipal y cárcel, una escuela para ambos sexos, cuyo maestro, que hace de sacristan, está dotado con 27 fan. de trigo; igl. parr. (San Estéban) servida por 2 beneficiados con título perpétuo, y uno de ellos con el de párroco: 3 ermitas (San Emeterio, San Saturnino y San Cristóbal) en la espalad del monte Guitaldapa y otra (Ntra. Sra. de la Peña) entre S. y O. sobre un bancal de piedra á la vista de la pobl. Hay buenas y abundantes aguas, y la fuente llamada de Saiturri es muy útil para las afecciones de pecho. Confina el térm. N. Ataurri; E. Antoñana; S. San Roman de Campezo, y O. Marquinez y montes de Izqui; dentro de esta circunferencia y á 1/2 leg. al E. de la v., hay un fuerte cast. destruido, con algunas murallas y torreones que domina las planicies de Antoñana y Bujanda. Su terreno es escabroso, pero de calidad y prod. regulares; báñale el r. Izqui formado de varias vertientes que bajan del gran monte de este nombre, poblado de arbolaco, y tiene 2 puentes de madera; en el camino que cruza para San Roman uno, y otro en el del campo de Ullibarri: los caminos son locales: el correo se recibe de Logroño y Vitoria, y este último por medio del panadero de Maestu. prod.: miel y de todos frutos, y en corta cantidad, siendo la mayor cosecha la de trigo; cria de toda clase de ganado, y con preferencia el lanar; caza de toda especie, principalmente de palomas, y se pescan abundantes truchas. ind.: algunos vec. se dedican á fabricar carbon y cisco que llevan á vender á Logroño y Viana, y otros á hacer escobas de una yerba llamada en el pais Berozo; un molino harinero y una taberna. pobl.: 36 vec., 132 alm. contr. (V. Maestu). Esta v. fué jurisd. del conde de Corres, que tiene varios terrenos, y en la pobl. el sitio donde estuvo su palacio, qud debe ser muy ant., porque esta murado en parte con paredes de grueso espesor que manifiestan su antigüedad y fort. en tiempos remotos. Historia. Se hace memoria de esta pobl., de su alcalde y prestamero en una real cédula dada por el Sto. rey D. Fernando á 26 de marzo de 1239. D. Alonso el Sábio la concedió los mismos fueros que 4 años antes habia dado a Sta. Cruz de Campezo, su fecha en Arlanzon á 3 de febrero de 1256: fué fortaleza considerable, tenia un alcaide por el rey de Castilla D. Fernando IV en el año 1312, como consta de un real privilegio ó sentencia egecutoria sobre contienda de pastos con los de San Roman, en cuyo instrumento se nombra Portiella de Carres, tal vez para distinguirla de otra fortaleza llamada Portiella de Ibda, situada cerca de Miranda de ebro.
(Madoz, 1847, p. 137)

En la década de 1960 fue absorbido por el vecino municipio de Arraya-Maestu. En 2022, tenía empadronados 31 habitantes.

## Infraestructuras
Esta localidad es la única que se encuentra dentro del parque natural de Izki, inaugurado en el año 1998. Con motivo de dicha inauguración se construyó el centro de interpretación o Parketxea, lugar en el que además de poder consultar las muchas posibles rutas que hacer de senderismo o en bicicleta, también cuenta con una exposición de la flora y fauna autóctona del parque natural.

## Actividad cultural
En los últimos años los habitantes de este concejo han intentado promover y reavivar la vida en los pequeños pueblos, así como la conservación del patrimonio cultural. Para todo esto, se creó una asociación llamada Korresko Gaztelua o Castillo de Corres que intentaba conseguir la rehabilitación de la fortaleza de Portiella, llamada entre sus habitantes El Castillo. Se realizó una recogida de firmas para que se destinaran fondos públicos a la recuperación de esta fortaleza, consiguiendo finalmente dicho objetivo. Anualmente se realizaba una visita guiada, en algunos casos con explicaciones de arqueólogos. Esta visita se hacía con motivo de un día festivo que pretendía impulsar la vida en los pueblos pequeños, este acto que se ha celebrado desde 2013 hasta 2018 llamado Arbustok, ha atraído a gente de la zona a las actividades que se organizaban, entre otras a una comida popular, actividades para niños y niñas, así como conciertos de música variada e intentando que actuaran grupos de la zona en que se ubica el concejo. Cada uno de los 6 años en que se ha celebrado Arbustok, ha acudido un conocido músico alavés, DJ Loro en apoyo al motivo de celebración de este acto.

## Demografía
| Gráfica de evolución demográfica de Corres entre 1842 y 1960 |
| |
| Población de derecho según los censos de población del INE Población de hecho según los censos de población del INEEntre el censo de 1970 y el anterior, este municipio desaparece porque se integra en el municipio 01037 (Maestu) |

| Gráfica de evolución demográfica de Corres entre 2000 y 2017 |
|                                                              |
| Población de derecho según los censos de población del INE.  |

## Cultura

### Patrimonio material

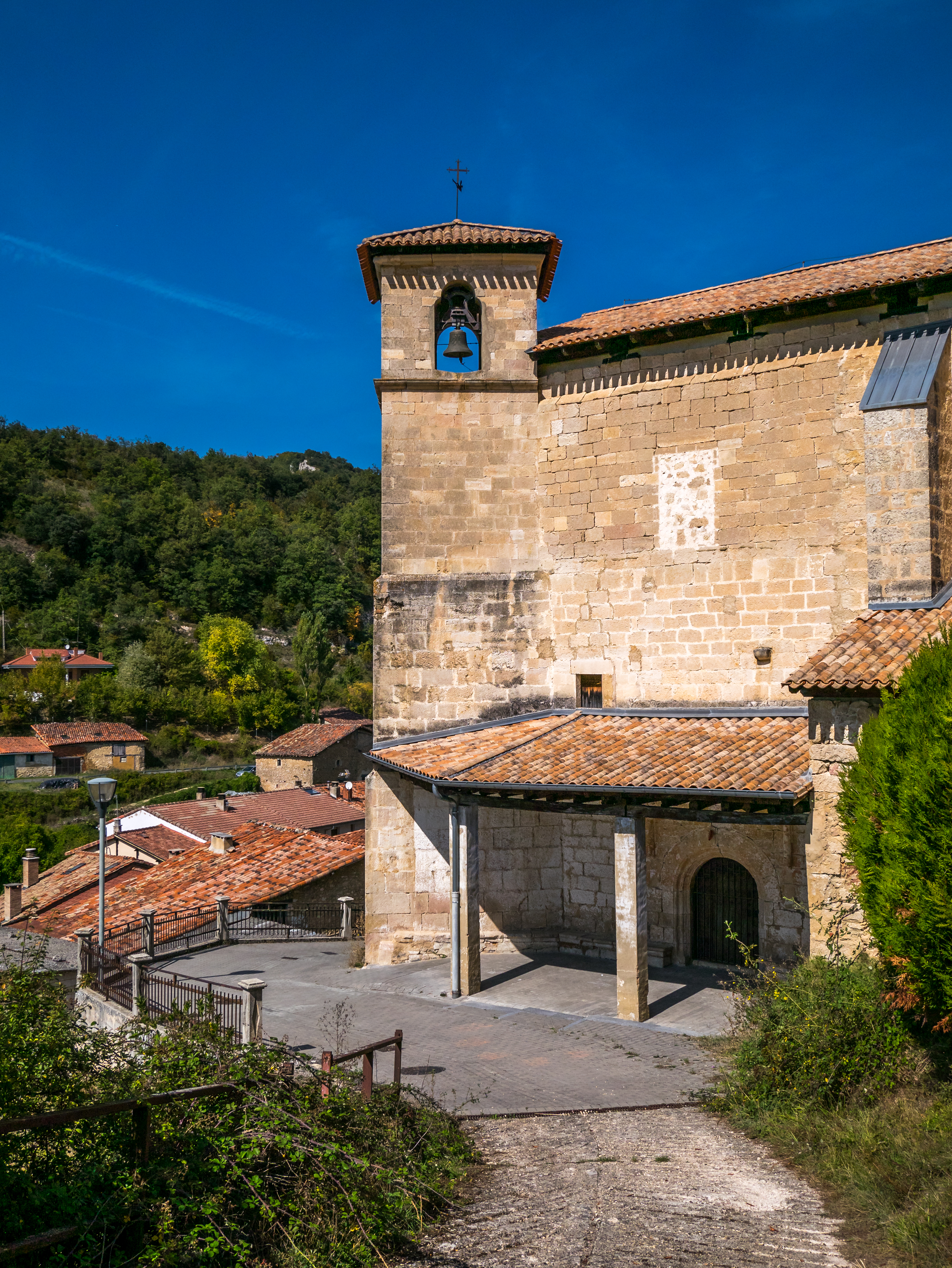
Vista de la iglesia de San Esteban

- iglesia de San Esteban (Corres).[2] Construida en el siglo XVI, reformado en el XVIII y restaurado entre 1999 y 2001. Presenta una portada renacentista, bóvedas de terceletes y lunetos, y una torre de piedra sillar del siglo XVIII con cuatro cuerpos. Destaca su retablo mayor barroco-rococó, con un Sagrario-Ostensorio y esculturas de San Esteban, la Asunción y Cristo Crucificado. También conserva retablos renacentistas del siglo XVII, una pila bautismal renacentista y un Cristo gotizante del siglo XVI.[11]
- Castillo de Portiella (Corres).[2]Restos de una fortaleza anterior al aforamiento de 1256, construida sobre una escarpada roca. Popularmente conocida como "Castillo de los Moros", aunque su origen se atribuye al reino de Pamplona.[11]

### Patrimonio inmaterial
- Fiestas en honor a la Virgen de la Peña:[12] el fin de semana más próximo al 14 de septiembre, día de la Santa Cruz. Las celebraciones duran desde el viernes hasta el domingo. Con el comienzo de las fiestas se saca en procesión la imagen de la patrona del pueblo y se devuelve con el final de las mismas. Esta imagen no es la original puesto que fue robada a principios de la década de los 90 de la ermita que lleva su nombre. Esta imagen original sigue desaparecida y nada se sabe de su paradero.